# Kohtla
Kohtla (em estoniano:  Kohtla vald) é um município rural estoniano localizado na região de Ida-Virumaa.